# Stenalia balcanica
Stenalia balcanica es una especie de coleóptero de la familia Mordellidae.

## Distribución geográfica
Habita en Albania.